# Рудаш (купальня)
Лечебная купальня и бассейн (спа) «Ру́даш» (венг. Rudas gyógyfürdő) — будапештский комплекс, состоящий из крытого бассейна и купального зала с банями. Возник в XV веке во время турецкого господства. Официальный адрес: венг. Döbrentei tér 9.
Вода в купальне содержит гидрокарбонаты кальция, магния, натрия, сульфаты и значительное количество фтористых ионов и является сертифицированной радиоактивной лечебной водой. Общая поверхность воды всех бассейнов 382 м2. В купальне расположено 5 термальных бассейнов с температурой воды от 16 °C до 42 °C, сауна и паровая баня. Плавательных бассейнов два (29 °C и 26 °C).
В составе комплекса сохранились помещения, построенные для турецкого паши. Здесь проходили съёмки начальной сцены боевика «Красная жара» с Арнольдом Шварценеггером.